# Just Dance Kids 2014
Pour les articles homonymes, voir Just Dance.
Just Dance Kids 2014 est un jeu vidéo de rythme édité par Ubisoft et développé par Ubisoft San Francisco sorti le 25 octobre 2013 sur Wii, Wii U et Xbox 360.
Ce jeu appartient à la série des Just Dance et à la série Kids car il est plus destiné à des enfants qu'à des adultes car il y a beaucoup de musiques destinées aux plus petits dans cette version.
Cette dernière version dispose d'ailleurs d'un mode de jeu exclusif : le Just Create Mode. Les enfants peuvent y créer leur propre clip vidéo avec une chorégraphie de leur cru.
La liste des titres de ce Just Dance Kids 2014 est composée d'environ 30 chansons.

## Liste des titres
Le jeu comprend 32 morceaux de musique.
| Chanson                                  | Artiste                                             | Difficulté | Effort | Année | Mode | Danceur(s)        |
| ---------------------------------------- | --------------------------------------------------- | ---------- | ------ | ----- | ---- | ----------------- |
| "7 8 9"*                                 | The Barenaked Ladies                                | 2          | 1      | 2008  | Trio | ♂/♂/♀             |
| "A Pirate You Shall Be"                  | The Sunlight Shakers                                | 2          | 1      |       | Trio | ♂/♂/♀             |
| "Day-O (The Banana Boat Song)"*          | Harry Belafonte                                     | 2          | 1      | 1956  | Trio | ♂/♂/♂ (Skeletons) |
| "Do You Love Me (Now That I Can Dance)"* | The Contours                                        | 2          | 2      | 1962  | Duo  | ♀/♂               |
| "Fireflies"                              | Owl City                                            | 1          | 1      | 2009  | Solo | ♂                 |
| "Footloose"                              | Kenny Loggins                                       | 3          | 3      | 1984  | Solo | ♂                 |
| "Fraggle Rock Theme"                     | Cast of Fraggle Rock                                | 2          | 3      | 1983  | Trio | ♀/♀/♀             |
| "Get Down On It"*                        | Kool & The Gang                                     | 2          | 1      | 1981  | Trio | ♀/♂/♂             |
| "Getting Ready to Wiggle"                | The Wiggles                                         | 1          | 3      | 1999  | Trio | ♂/♀/♂             |
| "Give Your Heart a Break"                | Demi Lovato                                         | 2          | 1      | 2011  | Solo | ♀                 |
| "Hickory Dickory Dock"                   | Hot Shake                                           | 1          | 2      |       | Trio | ♀/♀/♀             |
| "Hit Me with Your Best Shot"*            | Pat Benatar                                         | 3          | 2      | 1980  | Duo  | ♀/♀               |
| "Hit The Lights"                         | Selena Gomez & the Scene                            | 3          | 3      | 2012  | Solo | ♀                 |
| "I Like to Move It (Radio Mix)"          | Reel 2 Real feat. The Mad Stuntman                  | 1          | 2      | 1993  | Trio | ♂/♂/♂             |
| "Interstellar Simon"                     | TAL                                                 | 1          | 2      |       | Duo  | ♀/♂               |
| "Magic Carpet Ride"*                     | KSM                                                 | 2          | 2      | 2009  | Solo | ♀                 |
| "Make It Shine (Victorious Theme)"       | Victourious Cast & Victoria Justice                 | 2          | 2      | 2010  | Solo | ♀                 |
| "Mary Had a Little Lamb"                 | Missy Singelton                                     | 2          | 2      |       | Solo | ♀                 |
| "One Thing"                              | One Direction                                       | 2          | 2      | 2012  | Duo  | ♂/♀               |
| "Party in the Kitchen"                   | Party House by Veg                                  | 2          | 1      |       | Trio | ♂/♀/♀             |
| "Power Ups"                              | LeetStreet Boys and Ninja Turtles and Power Rangers | 2          | 3      |       | Trio | ♀/♂/♂             |
| "Problem (The Monster Remix)"*           | Becky G feat. will.i.am                             | 3          | 2      | 2012  | Duo  | ♂/♀               |
| "Put Your Hearts Up"                     | Ariana Grande                                       | 2          | 2      | 2011  | Trio | ♀/♀/♀             |
| "Ready or Not"                           | Bridget Mendler                                     | 3          | 1      | 2012  | Trio | ♀/♀/♀             |
| "Shout"                                  | Tears for Fears                                     | 2          | 3      | 1985  | Solo | ♂                 |
| "Skip to My Lou"                         | Lou                                                 | 2          | 2      |       | Trio | ♂/♀/♀             |
| "The Freeze Game"                        | Yo Gabba Gabba!                                     | 1          | 2      | 2009  | Trio | ♂/♀/♀             |
| "The Hustle"                             | Van McCoy                                           | 3          | 2      | 1975  | Duo  | ♂/♀               |
| "The Tiki Tiki Tiki Room"*               | Robert and Richard Sherman                          | 2          | 1      | 1963  | Trio | ♀/♀/♀             |
| "Walking on Sunshine"                    | Katrina and the Waves                               | 2          | 3      | 1985  | Duo  | ♀/♀               |
| "We Go Well Together"                    | Goldheart                                           | 1          | 1      | 2002  | Duo  | ♀/♀               |